# Scaptia beyonceae
Espèce
Scaptia beyonceae est une espèce de diptères de la famille des Tabanidae découverte dans le plateau d'Atherton dans le nord-est du Queensland en Australie. Découverte en 1981 mais pas décrite scientifiquement jusqu'en 2011, l'insecte est nommé d'après la chanteuse et actrice américaine Beyoncé Knowles.

## Description
Scaptia beyonceae a une extrémité dorée qui se remarque sur son abdomen, formée par un carré dense de poils dorés, ce qui a fourni l'inspiration pour son nom. Faisant partie du sous-genre Plinthina, S. beyonceae est collectée pour la première fois en 1981 avec deux autres spécimens du même sous-genre jusque-là inconnus et l'insecte est officiellement décrit en 2011 par le chercheur du CSIRO Bryan Lessard. Selon Lessard, bien que considéré généralement par les êtres humains d'être des parasites, de nombreuses espèces de Tabanidae jouent un rôle important dans la pollinisation des plantes. Ces insectes boivent du nectar de différents espèces du genre Grevillea et de myrtacées comme l'eucalyptus.
En plus du spécimen de 1981, l'insecte a été seulement collecté à deux autres occasions. Les trois spécimens collectés sont tous des femelles.

## Appellation
L’appellation des espèces animales est tenue de se conformer avec les règles établies par la Commission internationale de nomenclature zoologique (ICZN). Les règles de l'ICZN permettent aux espèces de recevoir des noms qui honorent des personnes, y compris des célébrités. D'autres espèces ayant le nom de personnes célèbres incluent Hyla stingi, une grenouille nommée d'après le chanteur Sting ; Pachygnatha zappa, une araignée intitulée d'après l'auteur-compositeur-interprète  Frank Zappa ; et trois espèces de coléoptères du genre Agathidium (A. bushi, A. cheneyi and A. rumsfeldi) appelés d'après les politiques américains George W. Bush, Dick Cheney et Donald Rumsfeld respectivement.